# Konfabulacija
Konfabulacija nastaje zbog miješanja imaginacije i memorije i/ili zbog miješanja istinitih sjećanja s lažnim. Kod konfabulacije, osoba nadomješta izgubljena sjećanja s izmišljenim. Može se javiti u slučajevima kod amnezije ili zbog određenih oštećenja mozga i demencije. 